# Мшкаванк
Мшкаванк (арм. Մշկավանք) — монастырь XII—XIII веков близ села Кохб Тавушского района Армении.

## История
Мшкаванк находится на лесистом плоскогорье, рядом с которым раскинулось село Кохб.
Сохранились церковь Св.Богородицы и притвор, прилегающий с запада. Точная дата окончания постройки неизвестна, но в 1219 г. церковь упоминается, как воздвигнутое строение. В плане она квадратная и представляет собой однонефный купольный зал, покрытый полуцилиндрическим сводом. К полукруглой апсиде с двух сторон прилегают два двухэтажных придела. На западном фасаде, над окном апсиды, находится стилизованный крест, в верхней части которого изображена голова быка. Единственный западный вход, находится со стороны притвора. Парадный вход обрамлен рамкой - разукрашенной многоцветными камнями.
Монастырь Мшкаванк богат хачкарами и лапидарными надписями. Вокруг него находится древнее кладбище. Мшакаванк реставрировался в 1955-1960гг.

## Галерея

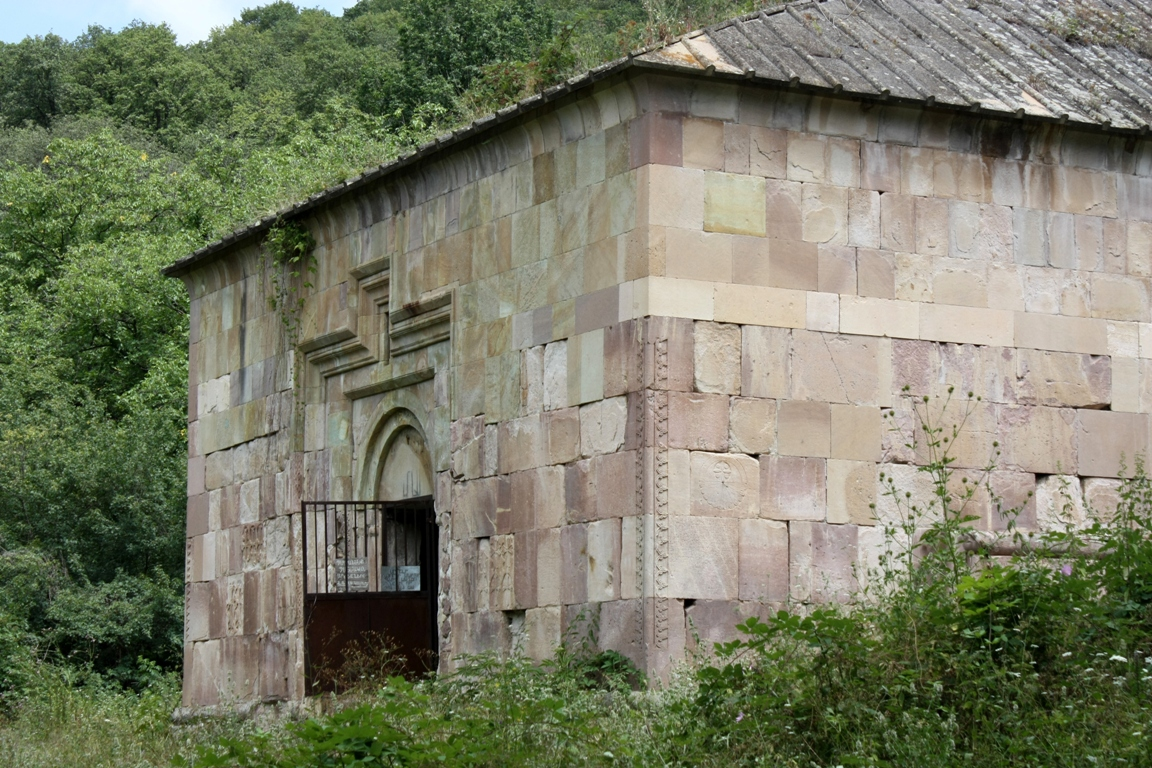
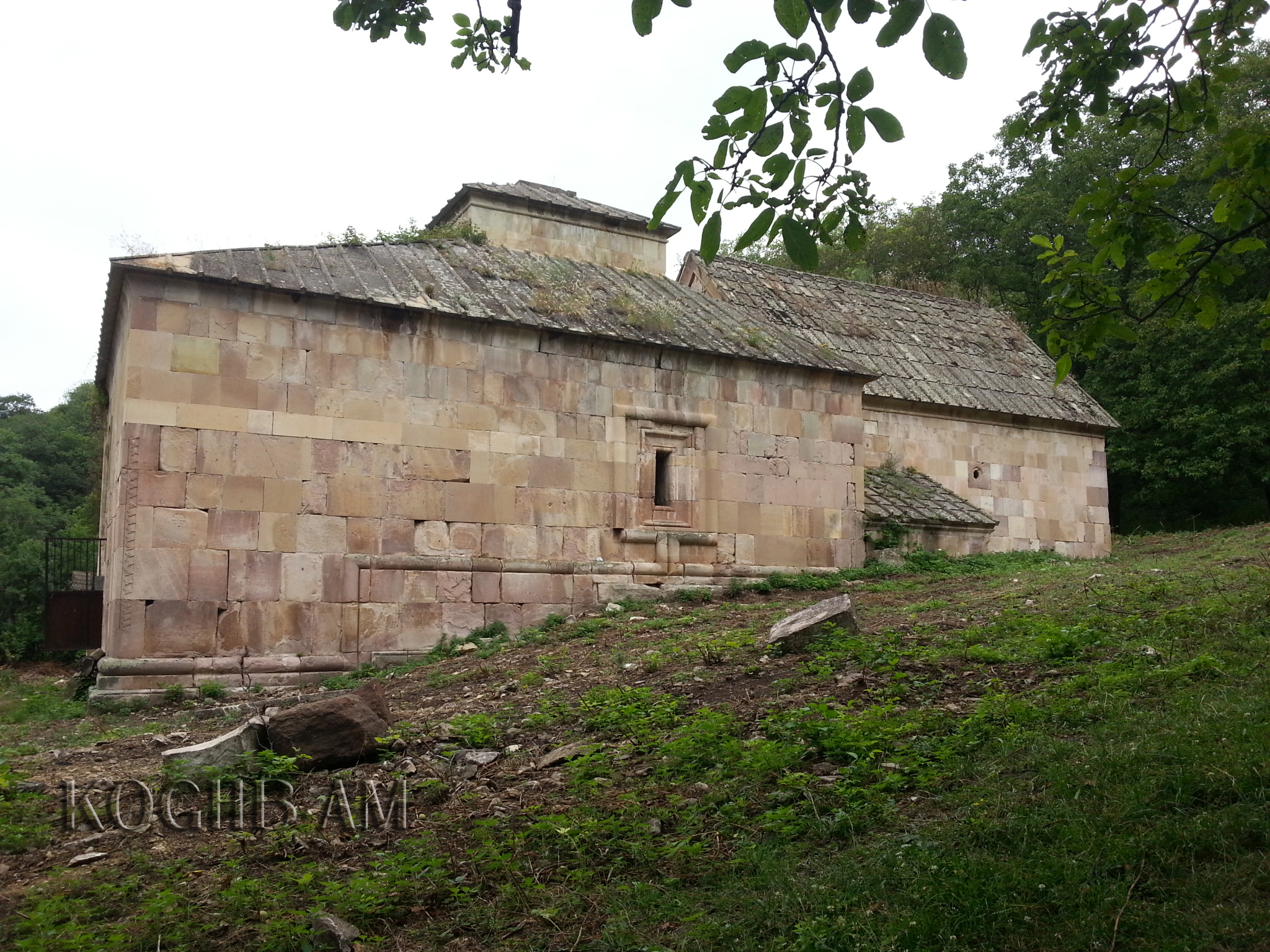
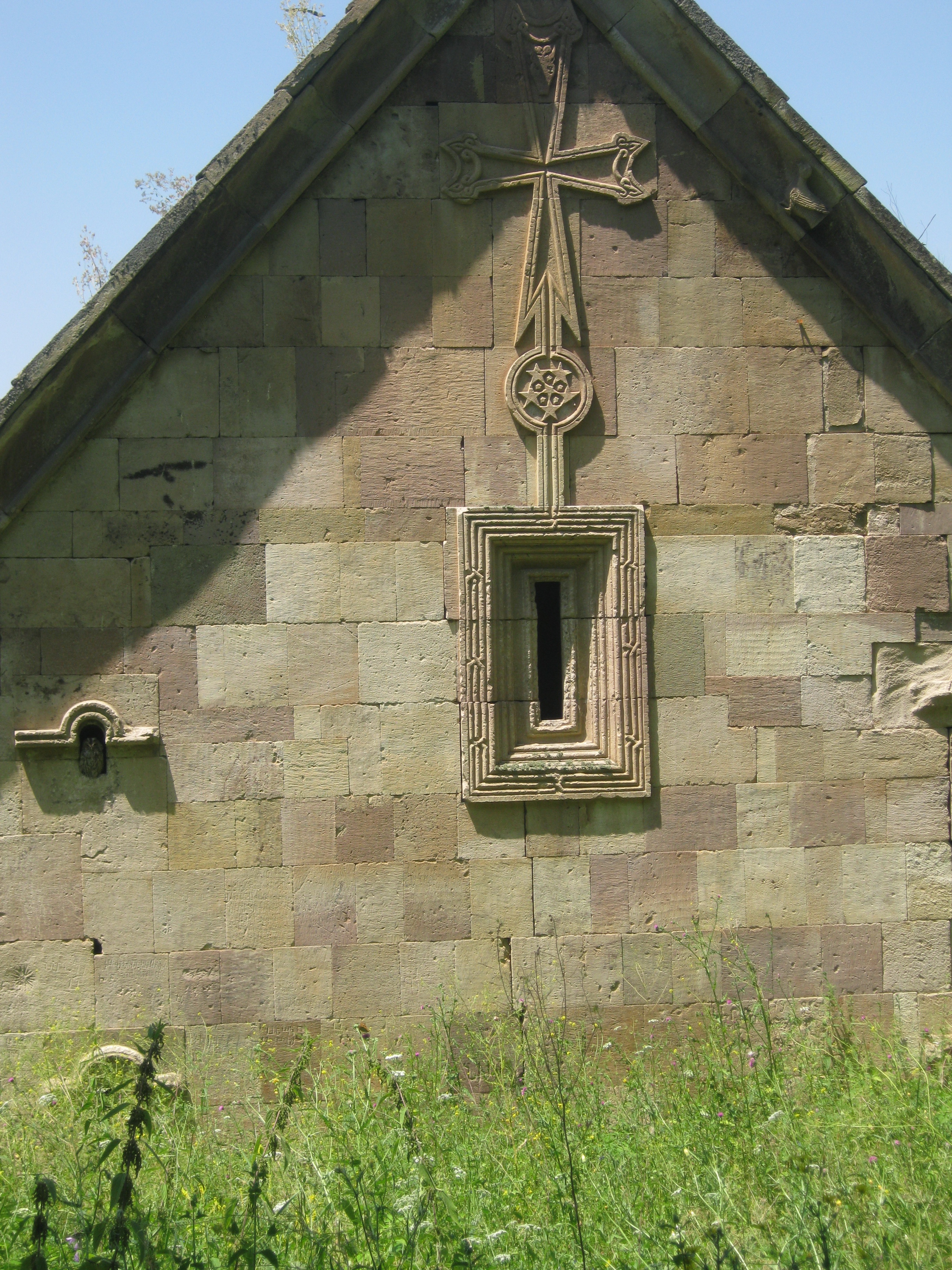
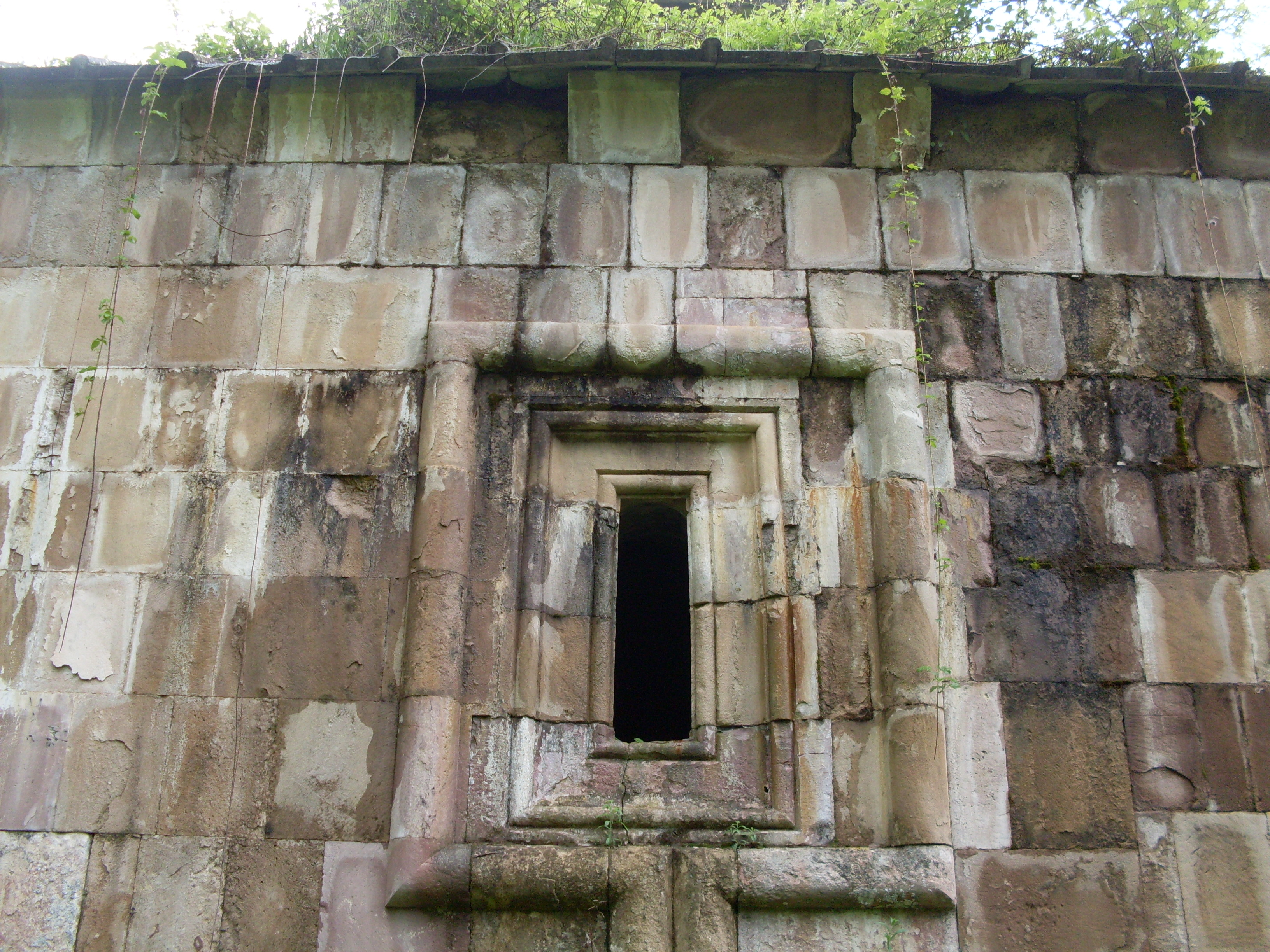
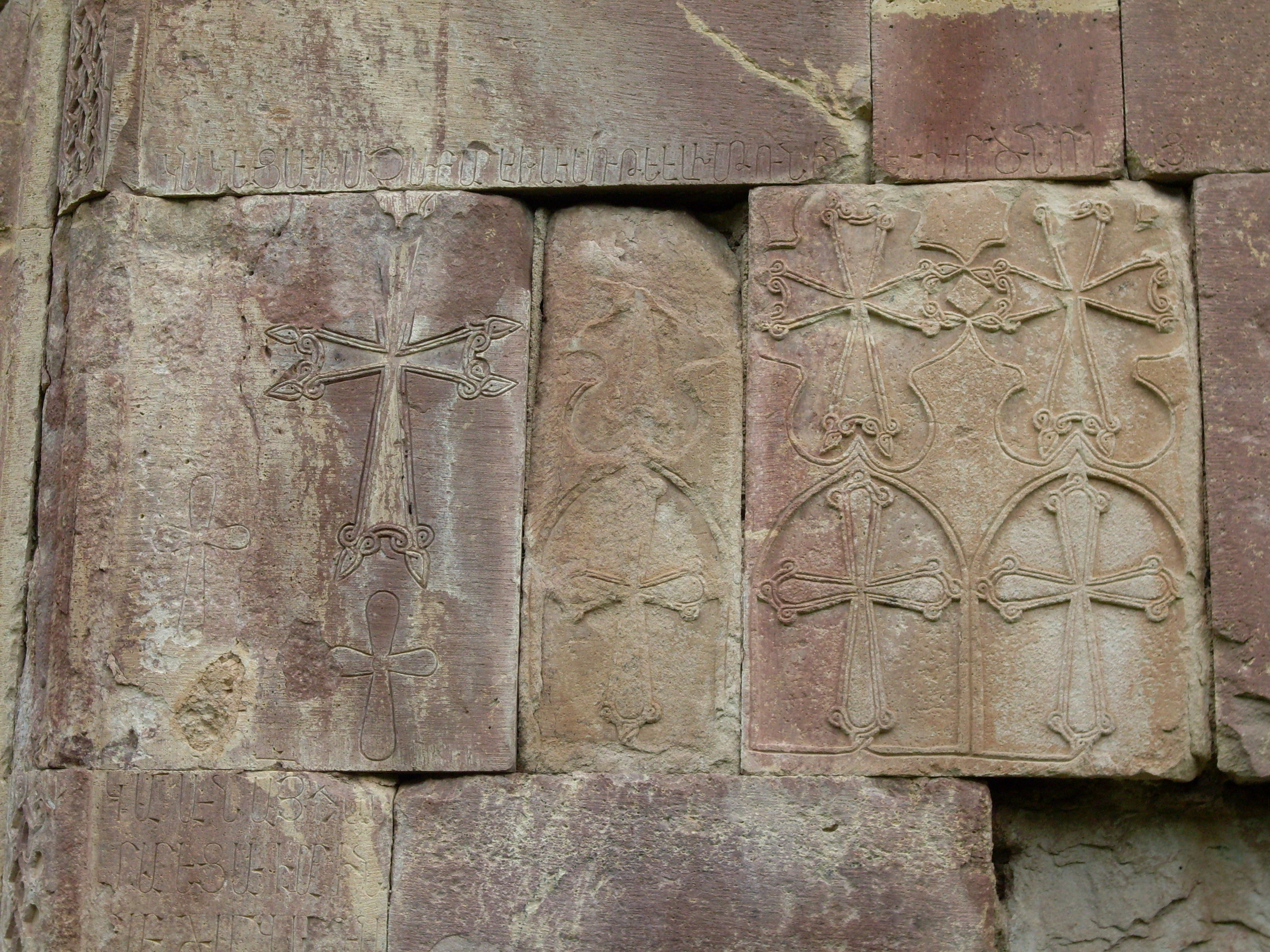
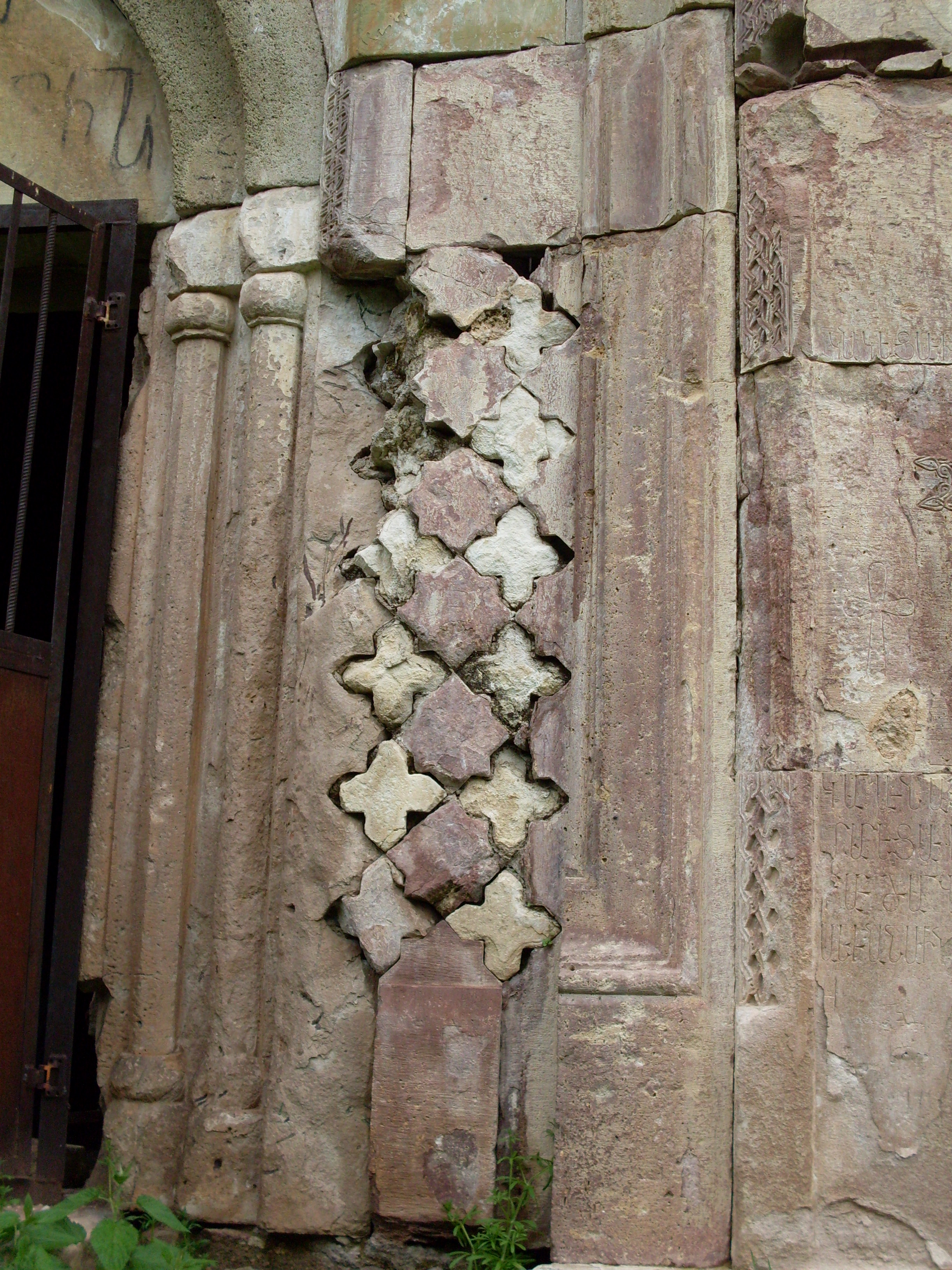
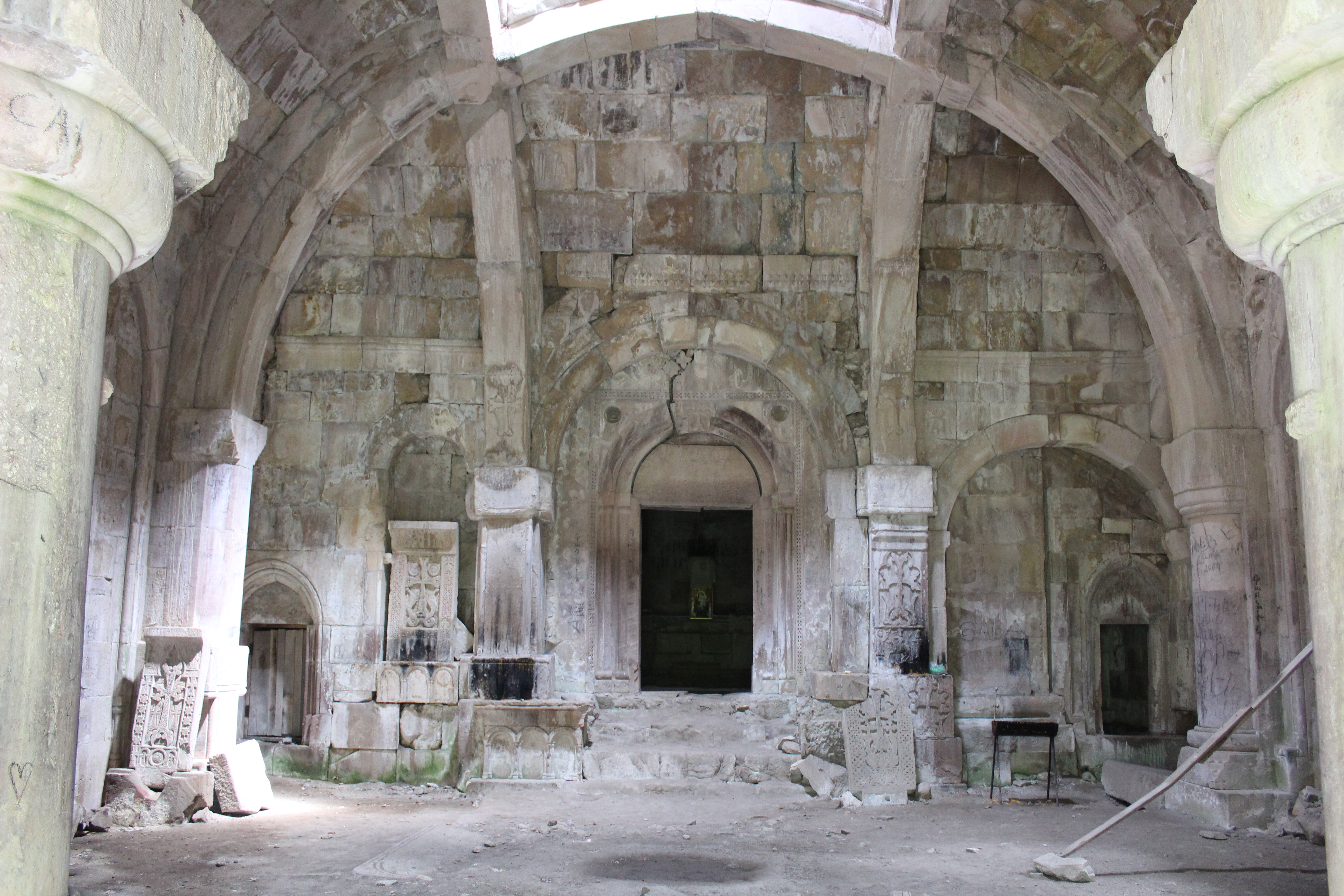
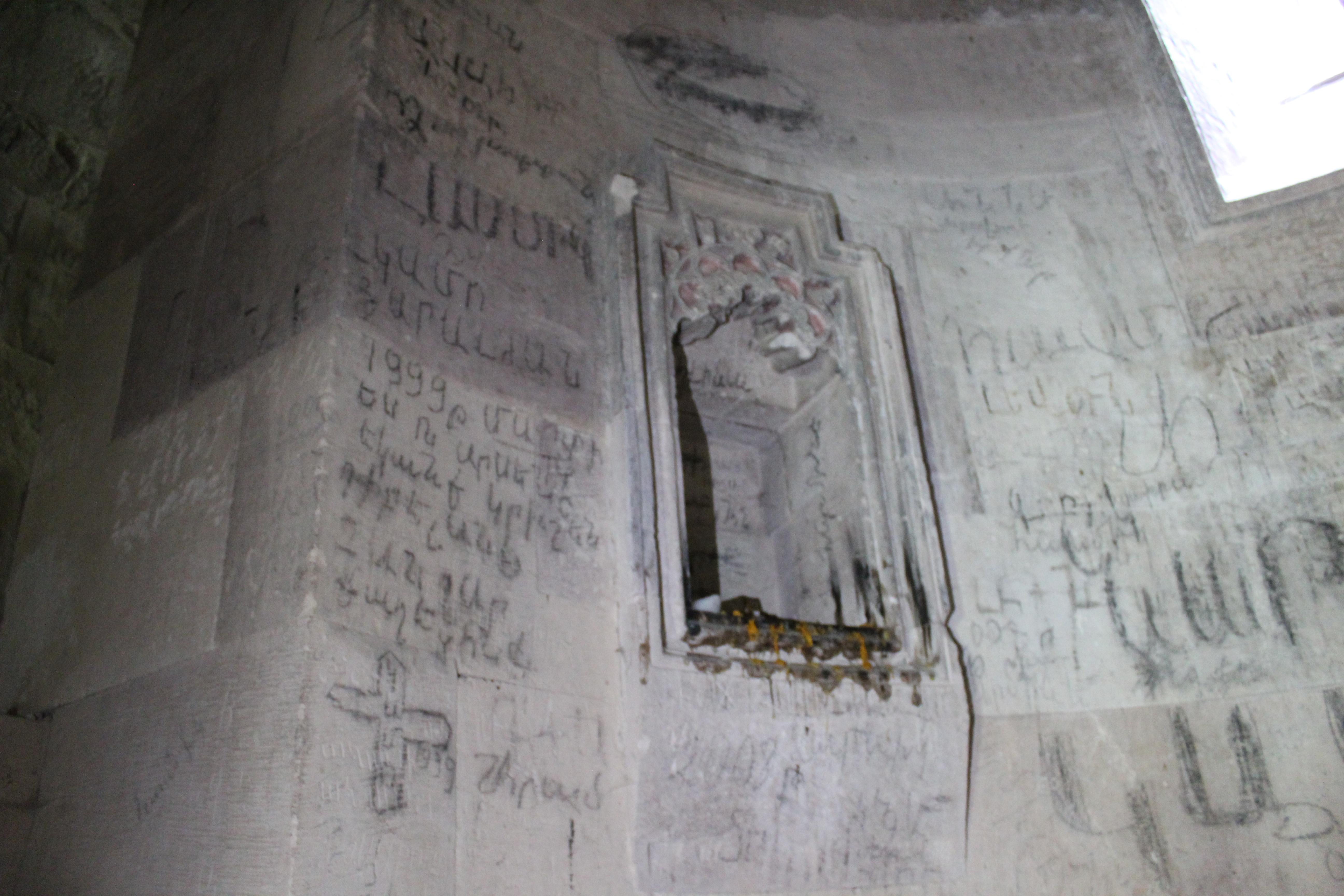
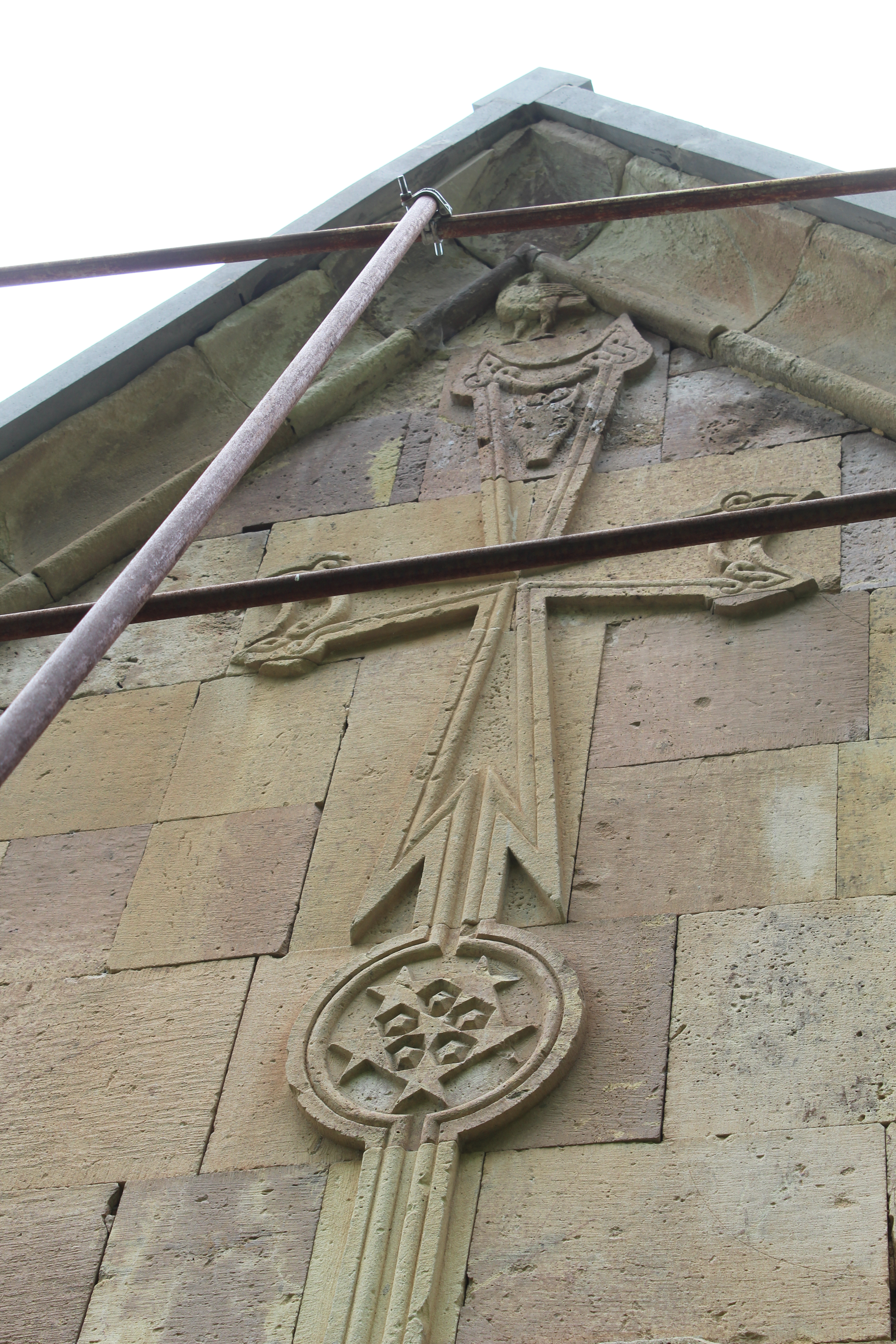
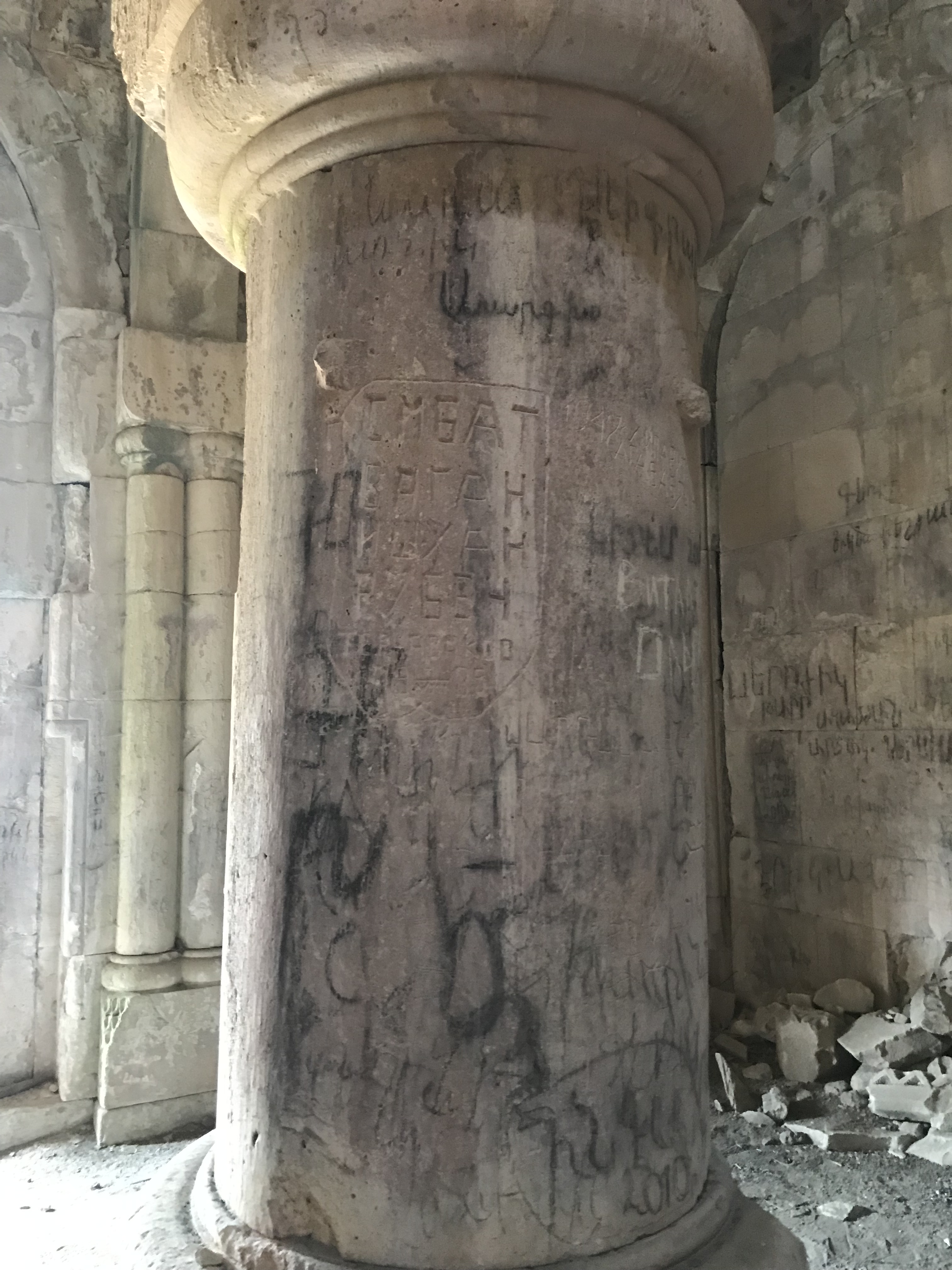

## Внешние ссылки
- jujevan.narod.ru — Мшкаванк XII век
- findarmenia.com — Монастырь Мшкаванк
- armeniapedia.org — Mshkavank Monastery  (англ.)
- koghb.am — Исторические Места и Памятники Кохба
- V Тавуш, Мшкаванк (недоступная ссылка)